# Limnia lindbergi
Limnia lindbergi är en tvåvingeart som beskrevs av Steyskal 1978. Limnia lindbergi ingår i släktet Limnia och familjen kärrflugor. Inga underarter finns listade i Catalogue of Life.